# Khuzdar
Khuzdar est une ville située dans la province du Baloutchistan au Pakistan. Elle est située dans le district de Khuzdar.
La population de la ville a été multipliée par près de 60 entre 1972 et 2017, passant de 3 362 habitants à 182 927, soit un développement exceptionnel sous l'effet de l'exode rural. Entre 1998 et 2017, la croissance annuelle moyenne s'affiche à 3,7 %, largement supérieure à la moyenne nationale de 2,4 %. En 2023, la population de la ville monte à 218 112 habitants.
Près de 93 % des habitants de la ville parlent brahoui, tandis que 3 % sont locuteurs du pachto et 2 % parlent baloutchi.
Essentiellement musulmane, la ville inclut une petite minorité chrétienne, de plus de 1 000 fidèles, et une plus large communauté hindoue de presque 3 000 fidèles.
Le taux d'alphabétisation de la ville s'élève à 51 % en 2023 (contre une moyenne nationale de 61 % et provinciale de 42 %), dont 57 % pour les hommes et 45 % pour les femmes.
|            | 1972 (rec.) | 1981 (rec.) | 1998 (rec.) | 2017 (rec.) | 2023 (rec.) |
| ---------- | ----------- | ----------- | ----------- | ----------- | ----------- |
| Population | 3 362       | 30 887      | 91 057      | 182 927     | 218 112     |